# Pierre Jouannet
Pour les articles homonymes, voir Jouannet.
Pierre Jouannet, né le 31 mars 1942, est un biologiste de la reproduction et professeur émérite à l'université Paris Descartes.
Pierre Jouannet a travaillé en tant qu'enseignant à l'université Paris-Sud (UFR Kremlin-Bicêtre, 1969-1994), pour devenir, en 1994, professeur à la faculté de médecine à l'université Paris V. Il a exercé cette fonction jusqu'en 2010. Ses activités de recherche ont porté sur les aspects fondamentaux, cliniques et éthiques de la fertilité humaine et de la procréation assistée médicalement assistée.

## Biographie
Avant 68, il militait dans un mouvement politique, marxiste-léniniste, l'Union des jeunesses communistes marxistes-léninistes et à l'UNEF, principal syndicat étudiant, via l’association des étudiants en médecine de Paris, l’AGEMP.
En 1966, il a participé à la création d’une permanence de planning familial dans un dispensaire de la MNEF, avec Joëlle Brunerie-Kauffmann, gynécologue, le Mouvement Français pour le Planning Familial, et un groupe de médecins amis. Ce sera la première fois que ce type d’activité nait en milieu étudiant.
Au début de sa carrière, il a été membre du Groupe d'information santé, dont certains membres se sont investis dans leur hôpital et d’autres sur les maladies professionnelles, structure complètement informelle, associant des médecins, des chercheurs, et des infirmières.
Leur souhait est que les personnes soignées soient informées, avec les éléments qui leur permettent d’être un partenaire du médecin. Des contacts ont été pris avec les mineurs du Nord de la France pour travailler sur la silicose, afin de mieux la diagnostiquer et établir la causalité des conditions de travail, en lien avec les syndicats ouvriers, ce qui débouche sur le Tribunal populaire de Lens en 1970, organisé les responsables des Houillères du Nord par le Secours rouge (France) en décembre 1970, sous la présidence de Jean-Paul Sartre.
Le GIS a peu après activement soutenu le médecin généraliste Jean Carpentier suspendu un an en 1971 pour avoir rédigé un tract « Apprenons à faire l’amour ». Ses militants sont alors allés distribuer ce tract à la sortie du lycée de Corbeil-Essonnes, où Jean Carpentier avait tenté d'aider des adolescents en difficulté. Le GIS est aussi alors une des premières organisations à alerter sur les problèmes de l’amiante, via des dossiers techniques.
En août 1972, Joëlle Brunerie-Kauffmann, gynécologue, qui faisait partie de son groupe à la MNEF en 1966 lui demande de participer à la première démonstration de l'avortement par la Méthode de Karman, qui a lieu Place des Vosges, dans l'appartement de Delphine Seyrig , devant un groupe de féministes et militantes du MLF. La journaliste Kenizé Mourad rentrait du Bangladesh où elle avait rencontré Harvey Karman, invité par le gouvernement bangladais pour faire des démonstrations, puis de passage à Paris pour 24 heures et d’accord pour faire une démonstration. Karman devait prendre son avion trois heures après, Pierre Jouannet et Kenizé Mourad l'on accompagné à Orly, ce qui a permis au médecin de le questionner. A la réunion suivante du GIS, il a montré le matériel et expliqué qu'il lui semblait important de se mettre à faire des avortements, avec pour "perspective politique de changer la loi". Ils apprennent qu'un groupe de médecins et d’étudiants à Grenoble font des avortements selon la même méthode.
Il a participé l'année suivante à la création du MLAC : Mouvement pour la liberté de l'avortement et de la contraception car il lui semblait "pas possible que le GIS puisse gérer tout seul les conséquences" de l'action lancée.
A Paris, un appartement loué par le MLAC est transformé en centre d’IVG. Des voyages sont organisés en Angleterre et aux Pays-Bas pour que les femmes puissent avorter.
Dans les années 1971-1994, il a travaillé en tant que praticien au centre hospitalier de Bicêtre, où il a notamment dirigé le CECOS à partir de 1989. Il a ensuite (1994-2010) exercé au sein du groupe hospitalier Cochin-Saint Vincent de Paul en tant que chef de service du laboratoire d'histologie embryologie à orientation biologie de la reproduction ;  il y a également dirigé le CECOS. De 1997 à 2003, il a été le président de la fédération française des CECOS et vice-président du Conseil Médical et Scientifique de l’Agence de la Biomédecine de 2005 à 2008. .
Il est membre de l’Académie Nationale de Médecine et du Comité d'éthique de l'INSERM.
Il fait partie des premiers auteurs français s'étant intéressés au déclin de la qualité du sperme.

## Ouvrages sélectionnés
- L'éthique corps et âme (avec Minou Azoulai). Autrement, Paris 1987
- Juger la vie, les choix médicaux en matière de procréation (avec Marcela Iacub), La Découverte, Paris, 2001.
- Histoires de sexe et désir d’enfant (avec Véronique Grappe-Nahoum), Le Pommier, Paris, 2004.
- L’embryon, le fœtus, l’enfant, Assistance Médicale à la procréation (AMP) et lois de bioéthique (avec Catherine Paley-Vincent), ESKA, Paris, 2009.
- La fertilité est-elle en danger ? (avec Bernard Jégou et Alfred Spira), Paris, la Découverte, 2009.
- Donner et après : la procréation par don de spermatozoïdes avec ou sans anonymat, sous la coordination de Pierre Jouannet, Roger Mieusset, Paris ; Berlin ; Heidelberg, Springer, 2010.